# Villa del Totoral
Villa del Totoral è una città dell'Argentina, capoluogo del dipartimento di Totoral, nella provincia di Córdoba. Fu fondata il 6 agosto del 1860.